# Franz Eberle (Pädagoge)
Franz Eberle (* 1955 in Flums) ist ein Schweizer Pädagoge. Er ist emeritierter Professor für Gymnasial- und Wirtschaftspädagogik an der Universität Zürich.

## Herkunft, Ausbildung, Beruf
Eberle wuchs in Flums auf und besuchte die Kantonsschule Sargans, wo er 1974 die Matura erreichte. 1980 schloss Eberle seinen Magister in Ökonomie an der Universität St. Gallen ab und promovierte schliesslich 1986 an derselben Hochschule. Neben seiner Promotion arbeitete er als Wissenschaftlicher Mitarbeiter und übte erste Lehraufträge an seiner Hochschule aus. Nach seiner Promotion lehrte er an der Universität St. Gallen und unterrichtete an der Kantonsschule Zug bis 1991. Anschliessend unterrichtete er an der Kantonsschule Sargans und lehrte an der Universität St. Gallen jeweils mit halbem Pensum. 1996 habilitierte er an der Universität St. Gallen. 1999 wurde er an die Universität Zürich berufen und beendete 2001 seine Arbeit als Mittelschullehrer. 2007 wurde er zum ordentlichen Professor befördert. 2019 wurde er emeritiert. Von 2020 bis 2023 war Eberle Mitglied des Schweizerischen Wissenschaftsrates.

## Forschung
Eberle war verantwortlich für die zweite Phase der Evaluation der Maturitätsreform von 1995 (EVAMAR II). Im September 2022 veröffentlichte er im Auftrag der Schweizerischen Maturitätskommission eine Untersuchung zum Studienerfolg von Absolventinnen und Absolventen der Passerelle. Im Januar 2025 publizierte er eine Untersuchung zu «Studienerfolg und Studienabbruch an Hochschulen» wiederum im Auftrag der Schweizerischen Maturitätskommission. Die Resultate wurden unter anderem in der NZZ ausführlich diskutiert. Hervorgehoben wurden in der Diskussion die kantonalen Unterschiede, so schnitten Studierende aus Kantonen mit hoher Maturitätsquote beim Studienabbruch besonders schlecht ab, ausserdem war die Quote des Abbruchs bei ausländischen Studierenden deutlich höher als bei ihren schweizerischen Pendants.
Eberle äussert sich regelmässig in den Medien zu Bildungsfragen. So zum Beispiel zu Maturaprüfungen, zur Maturitätsquote oder Chancengleichheit.

## Werke (Auswahl)
- Didaktik der Informatik bzw. einer informations- und kommunikationstechnologischen Bildung auf der Sekundarstufe II. Zugleich Habilitation Universität St. Gallen (= Pädagogik bei Sauerländer. Nr. 24). Sauerländer, Aarau 1996, ISBN 3-7941-4157-1.